# Black Stone Cherry (álbum)
Black Stone Cherry es el primer álbum de la banda de hard rock y rock sureño, Black Stone Cherry, lanzado el 18 de julio de 2006 por Roadrunner Records. Hasta la fecha, se han extraído tres singles del álbum, Lonely Train, Hell & High Water y Rain Wizard.

## Listado de canciones
1. Rain Wizard - 3:24
2. Backwoods Gold - 3:06
3. Lonely Train - 3:50
4. Maybe Someday - 3:47
5. When the Weight Comes Down - 3:35
6. Crosstown Woman - 3:36
7. Shooting Star - 3:12
8. Hell & High Water - 4:01
9. Shapes of Things - 3:05
10. Violator Girl - 3:23
11. Tired of the Rain -3:15
12. Drive - 3:04
13. Rollin' On - 4:59

## Músicos
- Chris Robertson - Voz, guitarra líder y guitarra rítmica.
- Ben Wells - Guitarra rítmica, guitarra líder y coros.
- Jon Lawhon - Bajo y coros.
- John Fred Young - Batería, percusión y coros.
- Reece Wynans - Teclados en Tired Of The Rain y Rollin' On.

- Datos: Q2407449
- Multimedia: Black Stone Cherry / Q2407449